# László Bíró
László József Bíró, född 29 september 1899 i Budapest, död 24 november 1985 i Buenos Aires (som Ladislao Biró), var en ungersk-argentinsk uppfinnare, journalist, hypnotisör och skulptör. Åren 1938 och 1943 tog han patent på sin uppfinning kulspetspennan.

## Biografi

### Bakgrund
László Bíró föddes i en judisk familj. Som vuxen började han sitt yrkesliv som journalist, och var redaktör för den ungerska tidningen Hongrie-Magyarország-Hungary 1933–34. Han prövade även lyckan som surrealistisk målare och som skulptör.

### Kulspetspennor (Ungern)
I början av 1930-talet experimenterade Bíró med en ny sorts reservoarpenna med snabbtorkande bläck. Han baserade delvis pennan på en idé som tjecken Václav Klimeš (Wencel Climes) tidigare patenterat. Under Bírós tid som tidningsjournalist noterade han att tidningssvärta torkade mycket snabbare än skrivbläck, vilket rann från penna till papper. En penna med mer snabbtorkande skrivfärg kunde minska det vanliga droppandet från bläckpennor (se läskpapper). Bírós lösning var att stänga inne bläcket med en rullbar metallkula, vilket skulle minska den behövda tiden som skrivfärgen hade kontakt med luften i flytande form.
Idén med metallkulorna upptäcktes när den målande och skulpterande Bíró en dag välte en flaska bläck och så hur de små kulorna spred bläcket över papperet. Bírós inledande plan var att använda stora kulor, och pennan var tänkt att användas vid märkning av trälådor. Först senare minskade han storleken på kulan, så att pennan också kunde fungera att som ett skrivdon ihop med skrivpapper.

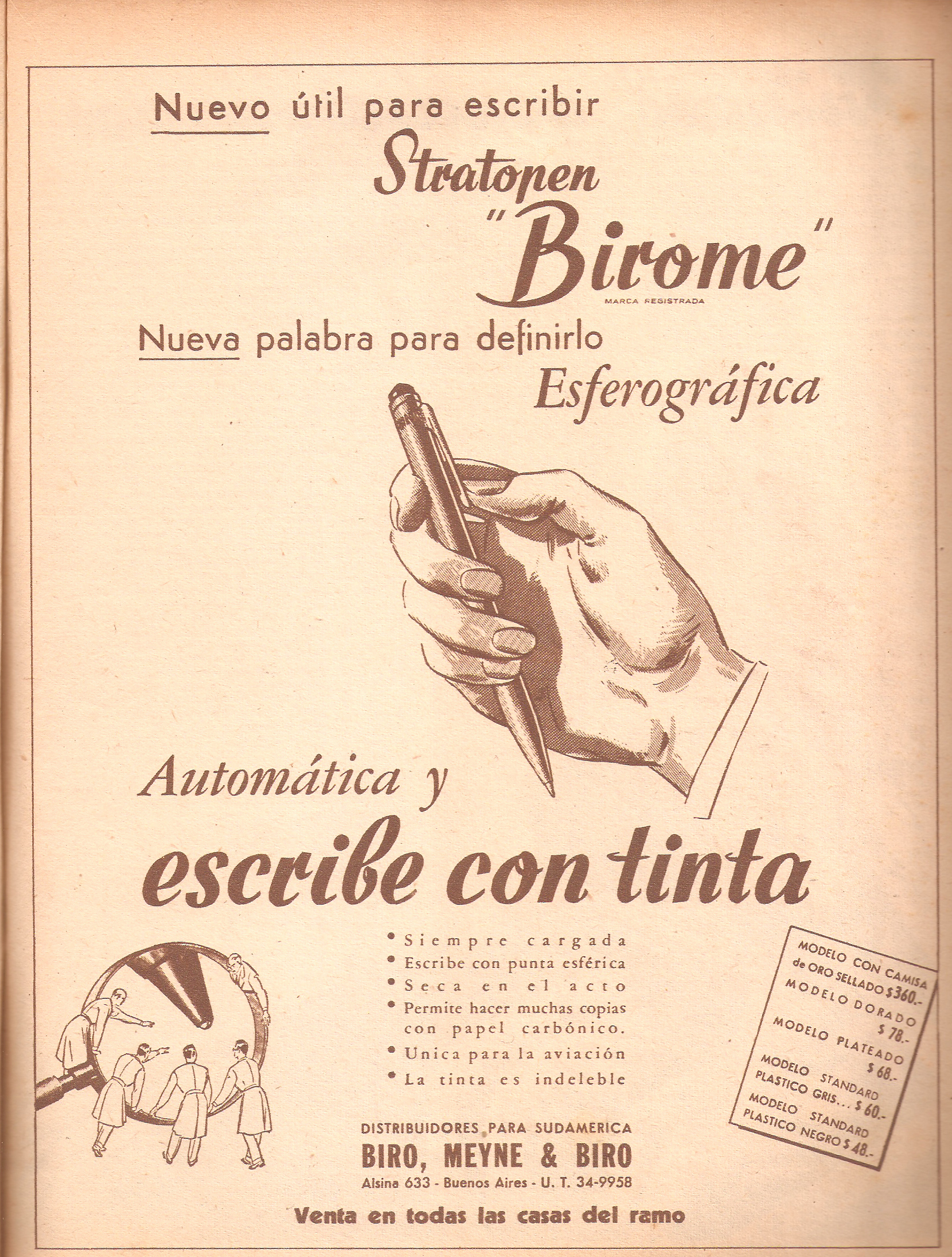
Argentinsk tidningsannons från 1945, där man marknadsför den nya pennan "Birome".

Redan 1931 presenterade Bíró sin uppfinning på Budapests internationella mässa, men först 1938 (brittiskt patent 15 juni 1938) kunde han patentera den första varianten av sin kulspetspenna. Den pennan fungerade dock endast om den hölls vertikalt. 1939 sålde Bíró sin uppfinning till en tysk industriman, och de började tillverkning av pennan.
Problem tillstötte dock, eftersom bläcket torkade ut för snabbt. Bíró och andra (inklusive brodern György, som var kemist) skulle under åren ägna mycket tid åt att experimentera fram rätt sorts skrivvätska. Till slut lyckades man med det sorts bläck som används för att upptäcka sprickor i gjutet järn.

### Kulspetspennor (Argentina)
1940, i samband med andra världskriget tvingades Biró (som var av ungersk-judisk börd) fly från Ungern. Biró kom att bosätta sig i Argentina (där hans förnamn naturaliserades till Ladislao), och redan samma år startade han i Buenos Aires tillverkning av kulspetspennor. 10 juni 1943 patenterade han en förbättrad version av kulspetspenna, en som inte krävde strikt vertikalt läge för att fungera. Man tog där hjälp av kapillärkraften för att distribuera färgen i pennan och använde sig av bläck som nyttjades inom järngjutning (se ovan).
Under andra världskriget blev kulspetspennan populär bland de allierade flygplanspiloterna, eftersom den inte läckte på hög höjd. Brittiska RAF lade den första större beställningen på 30 000 pennor, som vid den tiden hade ett styckpris på motsvarande 27 brittiska pund). Pennan marknadsfördes då som Eterpen. Senare kom dock uppfinnarens namn att leda till trivialbeteckningen biro, vilket än idag är en vanlig benämning för kulspetspennor i bland annat Storbritannien.

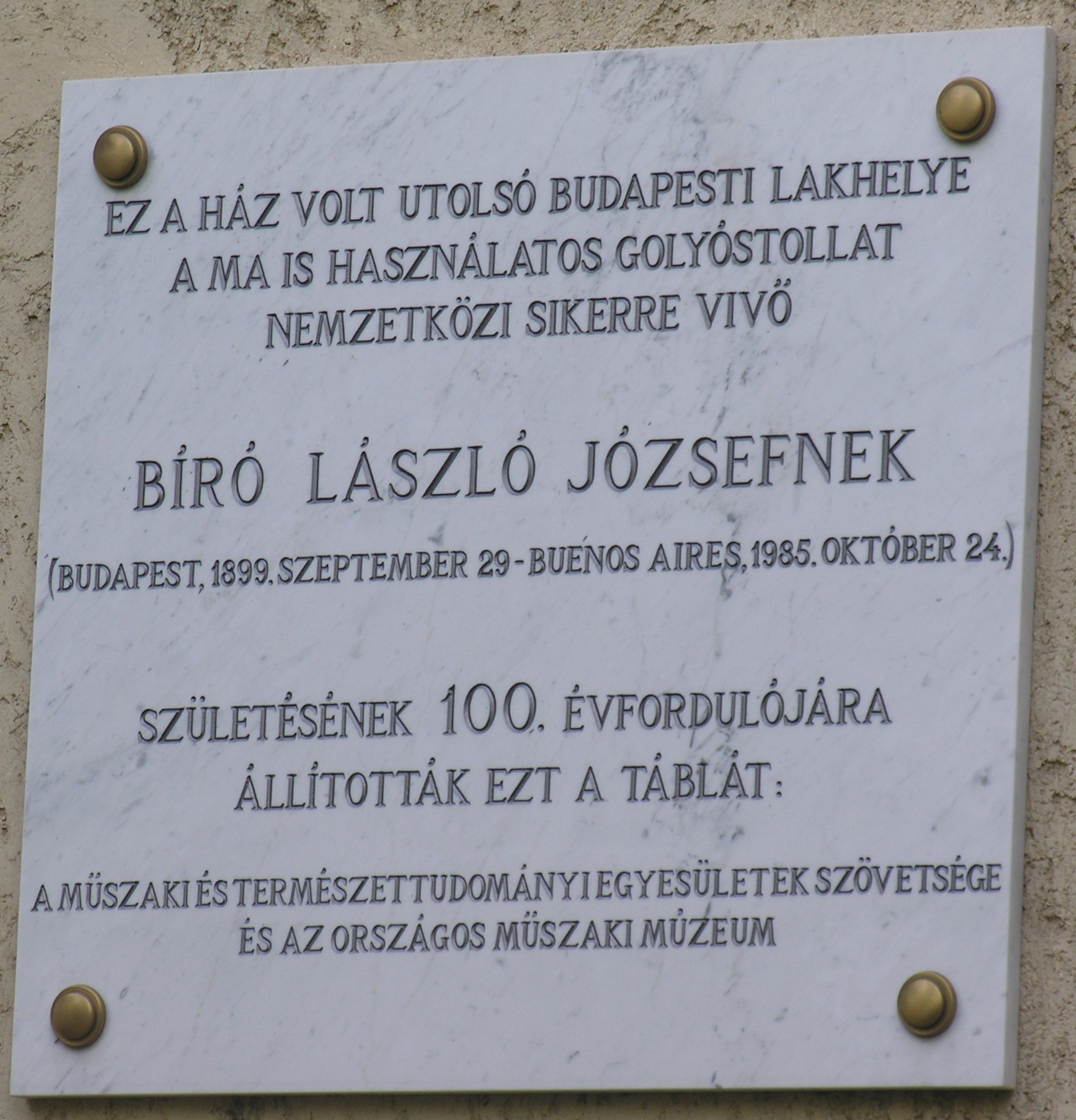
Minnesplakett uppsatt i födelsestaden Budapest 100 år efter Bírós födelse.

Redan 1944 tvingades Bíró dock sälja sin fabrik, som fram till dess inte varit någon lönsam affär, för att ha råd att bekosta sin familjs flykt till Argentina och undan kriget.
Så småningom hamnade kulpennetillverkningen i franska Bics ägo. Kulspetspennan kom 1948 ut på den allmänna konsumentmarknaden, och under 1950-talet byggde Bic upp en industriell tillverkning i stor skala.

### Senare liv och eftermäle
Senare kom Bíró att utforma ett löpande band för etikettering av flaskor, och han tog även patent på ett fenolbaserat harts.
Bírós namn som kulspetspennans uppfinnare ledde till att man i Argentina lät utse hans födelsedag, den 29 september, som Uppfinnarnas dag.

## Källhänvisningar
1. 1 2 3 4 5  "László József Bíró". Britannica.com. Läst 15 november 2014. (engelska)
2. 1 2 3 4 5 6 7  "Who invented the ballpoint pen? – Of course Hungarian: Laszlo Jozsef Biro". Dailynewshungary.com, 2013-12-01. Läst 15 november 2014. (engelska)
3. 1 2 3  Schultz, Colin (2012-08-22): "The Story of László Bíró, the Man Who Invented the Ballpoint Pen". Smithsonianmag.com. Läst 15 november 2014. (engelska)
4. 1 2 3  Bingham, John (2008-07-15): "Biro pen, invented by Laszlo Biro, turns 70". Telegraph.co.uk. Läst 15 november 2014. (engelska)
5. 1 2 3  "kulspetspenna". NE.se. Läst 15 november 2014.
6. 1 2  "Ladislao Biro". NE.se. Läst 15 november 2014.